# Take It or Leave It (album)
Pour les articles homonymes, voir Take It or Leave It.
Albums de Les Variations
Nador
(1969) Moroccan Roll
(1974)
Take It or Leave It est le deuxième album du groupe de rock français Les Variations. Sorti en 1973 sur le label Pathé puis réédité par Magic Records contenant huit titres bonus.
L'album a été produit par Don Nix producteur d'albums d'artistes tels les George Harrison ou John Mayall.

## Titres
1. Silver girl
2. Help me Marianne
3. Make you mine
4. All I want to know
5. Take the time to live
6. Walk right down
7. Rock'N Roll Jet
8. I need somebody
9. If I can do it
10. C'mon Joe

### Titres bonus
1. Only you know (And I know)
2. I was down
3. Je suis juste un rock'n'roller
4. The jam factory
5. Oublie (part 1) (Free me)
6. Oublie (part 2) (Free me)
7. It will come
8. Oh la liberté